# Jan Brejski
Jan Brejski (ur. 20 lutego 1863 w Pączewie, zm. 10 grudnia 1934 w Toruniu) – działacz narodowy i polonijny, dziennikarz, wydawca, działacz państwowy II Rzeczypospolitej, poseł na Sejm Ustawodawczy, wojewoda pomorski.

## Życiorys
Uczęszczał do gimnazjum w Pelplinie, Chełmnie i Starogardzie, skąd został wydalony za prace w tajnej polskiej organizacji uczniowskiej. Gimnazjum ukończył w Krakowie. Na Wydziale Humanistycznym Uniwersytetu Jagiellońskiego ukończył polonistykę i języki wschodnie. W trakcie studiów, w latach 1891–1993, pracował jako dziennikarz w „Głosie Narodu” i „Kurierze Polskim” w Krakowie, później przeniósł się do Bochum w Westfalii. Następnie wraz z bratem Antonim był od 1893 redaktorem „Wiarusa Polskiego”, pisma adresowanego do Polonii, założonego trzy lata wcześniej w Bochum przez księdza dr Franciszka Lissa. Był założycielem lub inicjatorem wielu organizacji polonijnych, m.in. Zjednoczenia Zawodowego Polaków i Związków Polaków w Niemczech (1894). W Bochum od 1983 był właścicielem księgarni „Wiarus Polski”. W 1894 został redaktorem „Gazety Toruńskiej”. Formalnie sprawował stanowisko redaktora do 1903, faktycznie do 1915. W 1900 przejął w Toruniu od Sylwestra Buszczyńskiego „Gazetę Toruńską” i „Przyjaciela”, ale jednocześnie nie przerwał swej pracy w Bochum.
W latach 1908–1916 z okręgu kościersko-starogardzko-tczewskiego pełnił mandat posła do parlamentu pruskiego. Był aktywnym członkiem Koła Polskiego. Podczas pertraktacji pokojowych po I wojnie światowej dostał się do Paryża, gdzie zabiegał, by Pomorze w całości przyznano Polsce. Po uzyskaniu niepodległości został posłem do Sejmu Ustawodawczego RP z listy Narodowego Stronnictwa Robotników a w latach 1919–1920 pełnił funkcję podsekretarza stanu w Ministerstwie byłej Dzielnicy Pruskiej. W latach 1920–1924 piastował urząd wojewody pomorskiego w Toruniu. Następnie osiadł w Lille, gdzie wydawał „Wiarusa Polskiego”. W grudniu 1934 wrócił do Torunia ażeby poddać się operacji, lecz tego samego miesiąca zmarł.
Był właścicielem i mieszkańcem kamienicy nr 16 przy ulicy Wola Zamkowa w Nowym Mieście w Toruniu.
Został pochowany został na cmentarzu parafii św. Jakuba przy ul. Antczaka w Toruniu.
Miał czterech braci: Józefa, Antoniego (redaktora, wydawcę i działacza społeczno-politycznego), bliźniaków Ignacego i Izydora (lekarza).

## Ordery i odznaczenia
- Krzyż Komandorski Orderu Odrodzenia Polski – 2 maja 1923 „w uznaniu zasług, położonych dla Rzeczypospolitej Polskiej na polu pracy społecznej”[11][12]